# Quartierspark Randowstraße
Der Quartierspark Randowstraße, auch Randowpark genannt, ist eine zwischen 2005 und 2007 angelegte Parkanlage im Berliner Ortsteil Hohenschönhausen des Bezirks Lichtenberg in der Randowstraße im Welsekiez. Die Fläche des Parks beträgt 14.430 m².

## Geschichte

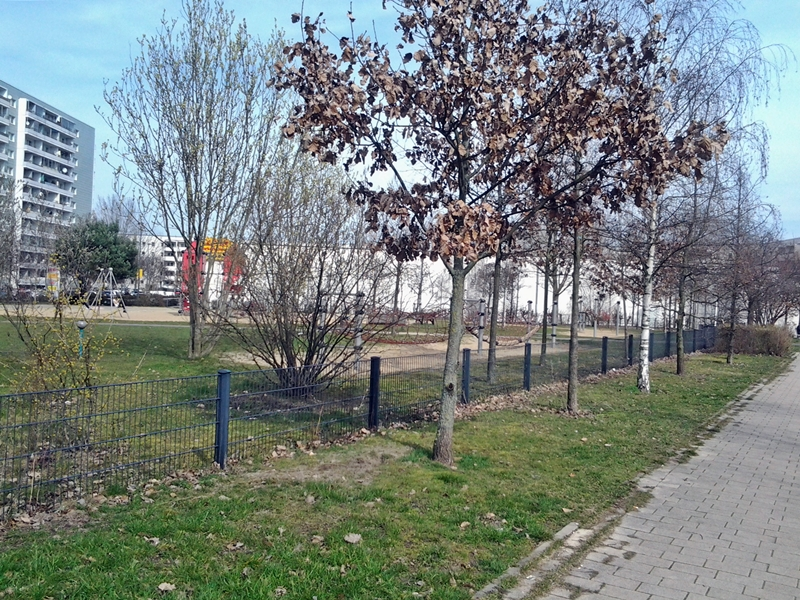
Blick auf den Kinderspielplatz

Im Jahr 2005 wurden zwei Schulgebäude abgerissen und die dazugehörenden Schulhöfe rückgebaut. So entstand an der Randowstraße eine Freifläche. Zu deren Nutzung sollte nach Absprachen mit den Anwohnern und der Bezirksverwaltung ein Quartierspark angelegt werden, wozu der Senat von Berlin aus dem Förderprogramm Stadtumbau Ost rund 700.000 Euro bereitstellte. Der Bezirk gewann die Berliner Planergemeinschaft Kohlbrenner eG zur Erarbeitung eines Grundkonzepts, das mehrfach mit den Bürgern diskutiert und an die Wünsche weitestgehend angepasst wurde. Hauptthema der neuen Grünanlage wurde ein Wäldchen. Bei der Herrichtung der Flächen kamen über die Stiftung SPI auch Arbeitslose zum Einsatz.
Der erste Bauabschnitt war ein Kinderspielplatz, Ende 2005 fertiggestellt. Für die jungen Bäume konnten Baumpaten gewonnen werden, die im Mai 2006 ihre Paten-Urkunden erhielten. Sie tragen mit ihrer Spende zur Pflege der Schattenspender bei.
Der Lichtenberger Bezirksstadtrat für Stadtentwicklung (Wilfried Nünthel; CDU) nahm am 24. April 2007 die feierliche Einweihung der öffentlichen Grünanlage vor.

## Beschreibung
Die gesamte Fläche wurde neu begrünt, im nordöstlichen Teil des Parks befindet sich der öffentliche Kinderspielplatz. Dieser wird durch ein Wäldchen von einer Anwohnerstraße und angrenzenden Wohnbauten abgeschirmt. Außerdem erhielt der Park eine Spielfläche zum Thema Wald mit Kletter- und Balanciermöglichkeiten. Des Weiteren stehen auf einer Sandfläche eine Schaukel, ein Doppelreck und ein Kletterturm, einige Teile sind durch Hängematten verbunden.
Ein Seniorenwohnheim und eine Sporthalle stehen am Rande des Quartiersparks. Hier schließt sich ein Themenpark der vereinten Generationen an. Der Park ist barrierefrei zugänglich, an der Welsestraße wurde zusätzlich eine Treppe über einer Böschung angelegt.